# 聯合化學公司
聯合化學公司（羅馬化：Birikken xïmïyalıq kompanïya，羅馬化：Ob"yedinennaya khimicheskaya kompaniya）是一間以化學工業為主的國有企業。

## 背景
2008年10月13日，在哈薩克政府擴大會議上，該國總統諾爾蘇丹·拿薩巴耶夫指示「創建一家專門處理化工行業項目的公司」。「Samruk-Kazyna」基金根據總裁的命令，成立了聯合化工公司，成為化工行業領先的國有運營商。
聯合化學公司的目標包括集中國有資產在行業中並促進其進一步發展。優先項目包括改造年產能18萬噸的硫酸廠、建設綜合性氣體化工綜合設施、在阿特勞州生產聚合物產品、建設經濟特區化工園“塔拉茲”等。